# Municipio Apaxco
Koordinaten: 20° 0′ 0″ N, 99° 10′ 0″ W
Apaxco ist ein Municipio im mexikanischen Bundesstaat México. Es gehört zur Zona Metropolitana del Valle de México, der Metropolregion um Mexiko-Stadt. Der Sitz der Gemeinde und größter Ort im Municipio ist Apaxco de Ocampo. Die Gemeinde hatte im Jahr 2010 27.521 Einwohner, ihre Fläche beträgt 75,9 km².
Der Name Apaxco kommt aus dem Nahuatl: apatztli bedeutet Sieb, und -co bedeutet „Ort, Stelle“, also in etwa „Ort wo Wasser fließt“.

## Geographie

Zementwerk von Holcim in Apaxco

Museum Apaxcos

St. Franz von Assisi-Kirche in Apaxco

Apaxco liegt im Norden des Bundesstaates México, 90 km nördlich von Mexiko-Stadt.
Das Municipio Apaxco grenzt im Norden an Ajacuba und Atotonilco de Tula im Bundesstaat Hidalgo, Westen an Hueypoxtla, im Süden an Tequixquiac, im Südwesten, und im Osten wieder an Atotonilco de Tula.

## Bevölkerung
Apaxco zählte im Jahr 2010 27.521 Einwohner.

### Städte
| Städte             | Einwohner |
| Gemeinde           | 27.521    |
| Apaxco de Ocampo   | 13.836    |
| Santa María Apaxco | 03.747    |
| Coyotillos         | 03.084    |
| Pérez de Galeana   | 01.844    |